# Hippidion principale
Hippidion principale es un mamífero perisodáctilo extinto de la familia Equidae y del género Hippidion que vivió en el Pleistoceno de América del Sur. Su tamaño era inferior al caballo doméstico actual.

## Distribución
Se colectaron sus restos en la Argentina, sur de Bolivia, Brasil, Chile, y Uruguay.
Argentina(Lujanense —Pleistoceno tardío al Holoceno temprano—)
- Provincia de Buenos Aires
  - Mercedes
  - Arroyo Seco

Bolivia
- Tarija

Brasil
- Minas Gerais
  - Cavernas de Lagoa Santa.

Chile
- Chacabuco

Uruguay
- Departamento de Artigas (formación Sopas entre 15 000 y 11 000 BP)

## Taxonomía
La especie fue descrita originalmente por Peter W. Lund en el año 1845. Lo hace bajo el nombre de Equus principalis, mediante un molar superior derecho que provenía de las cavernas de Lagoa Santa, en el estado de Minas Gerais, Brasil. El tipo estaba depositado en el Zoologisk Museum de Dinamarca, aunque está perdido. 
Hippidion principale es además la especie tipo del género Hippidion.

## Características
H. principale es la especie de mayor tamaño dentro del género. Los ejemplares de Tarija son los mayores, mientras que los de Artigas en Uruguay son los menores.

## Hábitos y causas de su extinción
H. principale seguramente habitaban en espacios abiertos de estepas, praderas, o sabanas, en pequeños grupos que pastarían siempre atentos al peligro que representaban los variados predadores carnívoros. Su dieta era herbívora.